# Diego Maradona (Film)
Diego Maradona ist ein von Asif Kapadia inszenierter britischer Dokumentarfilm aus dem Jahr 2019 über die Karriere des Fußballspielers Diego Maradona. Die Filmpremiere fand am 19. Mai 2019 bei den Filmfestspielen von Cannes statt. Deutscher Kinostart war am 5. September 2019.

## Handlung
Der Film erzählt die Fußballkarriere des Argentiniers Diego Maradona mit besonderem Fokus auf die Zeit bei der SSC Neapel von 1984 bis 1991. Dabei werden zahlreiche, teilweise bislang unveröffentlichte Filmsequenzen und Fotos sowie Aufnahmen aus dem Privatarchiv der Familie gezeigt, die von Zeitzeugen, Historikern, Maradonas Familie und von Maradona selbst kommentiert werden. Auch die Fußball-Weltmeisterschaft 1986 und sein Aufstieg im Weltfußball werden beleuchtet. Insbesondere das Finalrundenspiel zwischen Argentinien und England und seiner Hand Gottes sowie der noch wenige Jahre zuvor entschiedene Falklandkrieg werden dargelegt und erläutert. Das Spiel gegen Italien bei der Fußball-Weltmeisterschaft 1990, wobei Maradona im Stadion von Neapel einen wichtigen Elfmeter verwandelte und den Gastgeber dadurch aus dem Turnier schoss, wird hier mit den Folgen für Maradona beleuchtet.

## Kritiken
Ulrich Kriest im Filmdienst findet, der „fulminant mit entlegenem Archivmaterial und Off-Kommentaren montierte Dokumentarfilm“ verbinde „die Bilder von Maradonas Karriere zu einem emotional packenden, wenngleich auch holzschnittartig zugespitzten Drama, das die Zeit vor und nach seinem Neapel-Engagement außen vor“ lasse. Die Fernsehzeitschrift Prisma schreibt, dass die „herausragende“ Filmbiografie „insbesondere durch die vielen Aufnahmen aus dem Privatarchiv der Familie […] eine Nähe“ erzeuge, „die man so in einer Sportdokumentation selten gesehen hat“. Bei allen privaten Einblicken behalte „der Film dennoch stets die Balance zwischen der Würdigung eines großen Sportlers und der ehrlichen Auseinandersetzung mit einem tragischen Absturz“.

## Auszeichnungen
Kapadias Regiearbeit wurde für 13 internationale Film- und Festivalpreise nominiert, blieb aber unprämiert. Eine Auswahl:
- British Academy Film Awards 2020:
  - Nominierung – Bester Dokumentarfilm

- British Independent Film Awards 2019:
  - Nominierung – Bester Dokumentarfilm
  - Nominierung – Beste Regie
  - Nominierung – Beste Filmmusik (Antonio Pinto)
  - Nominierung – Bester Schnitt (Chris King)
  - Nominierung – Bester Ton (Stephen Griffiths, Tim Cavagin, Max Walsh, Andy Shelley)

- Dublin Film Critics Circle Awards 2019:
  - 2. Platz – Bester Dokumentarfilm (Gewinnerfilm: Apollo 11)

- International Documentary Association 2019:
  - Nominierung – Creative Recognition Award (Bester Schnitt: Chris King)

- Locarno Film Festival 2019:
  - Nominierung – Variety Piazza Grande Award (Asif Kapadia)